# Bandeira de Alto Volta
A Bandeira de Alto Volta era um tricolor horizontal de preto, branco e vermelho derivado dos três principais rios que atravessam o país: Volta Negro, Volta Branco e Volta Vermelho. Esta bandeira foi adotada em 9 de dezembro de 1959. A bandeira era idêntica à bandeira do Império Alemão (extinta em 1918).
A bandeira foi alterada quando Alto Volta se tornou Burquina Fasso em 4 de agosto de 1984.